# Neobisium gracile
Espèce
Neobisium gracile est une espèce de pseudoscorpions de la famille des Neobisiidae.

## Distribution
Cette espèce est endémique d'Occitanie en France. Elle se rencontre dans l'Hérault à Brissac dans l'Abîme de Rabanel.

## Description
La femelle holotype mesure 3,200 mm.

## Publication originale
- Heurtault, 1979 : Le sous-genre Ommatoblothrus en France (Pseudoscorpiones, Neobisiidae). Revue Arachnologique, vol. 2, no 5, p. 231-238.